# Canal de la Schie à la Schie
Le Canal de la Schie à la Schie (en néerlandais Schie-Schiekanaal) est un canal néerlandais de la Hollande-Méridionale, situé à Rotterdam.

## Géographie
Le canal relie la Delfshavense Schie à l'ouest avec la Rotterdamse Schie à l'est. Il est continué vers la Rotte par le Canal du Nord. Sur le canal se trouve un petit port, le Fokhaven, qui fait aujourd'hui office de port de plaisance. Le canal a perdu son importance pour la navigation professionnelle, et accueille essentiellement des plaisanciers. De plus, le canal est employé pour l'approvisionnement en eau du zoo Blijdorp.

## Histoire
Les premiers projets pour la construction du canal entre les deux Schies date de 1892. La décision de la construction fut finalement prise le 29 mars 1906, mais les travaux ne commencèrent qu'en 1928. En 1933, le canal a été ouvert à la navigation.

## Source
- (nl) Cet article est partiellement ou en totalité issu de l’article de Wikipédia en néerlandais intitulé « Schie-Schiekanaal » (voir la liste des auteurs).